# Вершиніно (Коноський район)
Вершиніно (рос. Вершинино) — присілок в Коноському районі Архангельської області Російської Федерації.
Населення становить 40 осіб. Входить до складу муніципального утворення Климовське сільське поселення.

## Історія
Від 2004 року входить до складу муніципального утворення Климовське сільське поселення.

## Населення
| 2002 | 2010 | 2012 |
| ---- | ---- | ---- |
| 22   | ↗43  | ↘40  |